# Grace Gallatin Seton Thompson
Grace Gallatin Seton Thompson   (28 de gener de 1872 - Palm Beach, 19 de març de 1959) fou una escriptora i sufragista nord-americana.

## Biografia
El 1900 publicà la seua primera obra, A Woman Tenderfoot, que descriu el seu viatge a cavall per les muntanyes Rocalloses. El 1907 publicà Nimrod's Wife, un llibre de viatges sobre els Estats Units Occidentals. Més tard organitzà una unitat motoritzada de dones per ajudar soldats a l'estat francés durant la Primera Guerra Mundial. Del 1920 al 1930 va visitar la Xina, Egipte, Hawaii, l'Índia, la Indoxina, el Japó, i Amèrica del Sud, i escrigué quatre obres sobre els seus viatges: A Woman Tenderfoot in Egypt (1923), Chinese Lanterns (1924), Yes, Lady Asher (1925) i Poison Arrows (1938). També va escriure The Singing Traveler (1947), un recull de poemes sobre el misticisme i les religions orientals.
Com a sufragista, fou vicepresidenta i més tard presidenta de l'Associació Sufragista de Dones de Connecticut, des del 1910 fins al 1920. També fou presidenta de la National League of American Pen Women (1926-1928 i 1930-1932: durant aquest temps el nombre de sucursals de l'organització es duplicà) i catedràtica de lletres del Consell Nacional de Dones dels Estats Units (1933-1938). Com a presidenta, instituí la Biblioteca Femenina, una col·lecció d'obres de dones d'arreu del món, que més tard es donaria a la Northwestern University Library. També ajudà a organitzar una conferència internacional de dones escriptores en el Century of Progress Exposition feta a Chicago al 1933, i fou membre del Consell Internacional de Dones, la Societat de Dones Geògrafes i el Club Republicà Nacional de les Dones.
Grace Gallatin es casà el 1896 amb Ernest Thompson Seton, un dels pioners dels Boys scouts d'Amèrica i els conflictes van sorgir amb els Boys Scouts per les seues activitats sufragistes i la seua ciutadania britànica. L'assumpte de la ciutadania sorgí en part a causa del seu alt càrrec dins de BSA, i perquè la carta federal que James E. West estava intentant obtenir per a la BSA requeria que la junta directiva foren ciutadans dels Estats Units. Ernest redactà la seva dimissió el 29 de gener del 1915, però no l'envià a la BSA fins a maig. Es van separar al 1920 i es divorciaren al 1935. La seua filla Anya Seton, també escriptora, nasqué al 1904.
També era membre del Pen and Brush i en fou presidenta entre 1898 i 1939.(5)
Alguns articles seus estan recollits en Arthur and Elizabeth Schlesinger Library on the History of Women in America, i altres en el Smith College i en la Sophia Smith Collection.(1)